# رسول مشکین‌فام
عبدالرسول مشکین‌فام فرد (۱ خرداد ۱۳۲۵ – ۴ خرداد ۱۳۵۱) از اعضای مرکزیت سازمان مجاهدین خلق ایران بود. وی درجریان دستگیری‌های گسترده سال ۱۳۵۰ توسط ساواک دستگیر و در ۴ خرداد ۱۳۵۱ همراه با محمود عسگری‌زاده و بنیانگذاران سازمان مجاهدین تیرباران شد. 

## زندگی‌نامه
عبدالرسول مشکین‌فام فرد در سال ۱۳۲۵ در یک خانوادهٔ متوسط در شهر شیراز زاده شد. او تمام ادوار مدارس خود را در شهر شیراز گذراند و پس از قبولی در کنکور در رشتهٔ مهندسی کشاورزی وارد دانشگاه تهران شد. پس از فارغ‌التحصیلی برای انجام خدمت سربازی وارد کردستان شد و همزمان با آموزش زبان کردی به تحقیق و پژوهش پرداخت. تحقیق او با عنوان «تأثیر کشاورزی تجاری بر دهقانان محلی» در همین دوران نگارش شد.

## عضویت در سازمان مجاهدین خلق ایران
رسول در دانشگاه با مجاهدین آشنا شد. پس از عضویت در سازمان مجاهدین خلق،  وی مطالعات تحقیقی خود را در زمینه روستایی و دهقانان ادامه داد و تحقیق او با عنوان «روستا و انقلاب سفید» به چاپ رسید. مشکین‌فام در سال ۴۸ مسئول بخش «مطالعات روستایی» مجاهدین شد و به همراه سایر اعضای این بخش برای مطالعه و شناخت جامعهٔ روستایی ایران و همچنین تأثیر انقلاب سفید بر کشاورزی و کشاورزان، مسافرت‌های فراوان می‌کرد و تحقیقاتی انجام داد که مهم‌ترین آن‌ها نیز چندین جزوه بالاخص رساله‌ای بود که بعدها با نام «روستا و انقلاب سفید: بررسی شرایط انقلابی روستاهای ایران» بود که در آبان ماه ۱۳۵۱ توسط سازمان انتشار یافت. مشکین‌فام یکی از اعضایی بود که به همراه عده‌ای دیگر برای تحت آموزش قرارگرفتن به اردوگاه‌های فلسطینی جنبش الفتح در شهر امان فرستاده شد. او همچنین پس از دستگیری ۶ نفر از اعضای سازمان (موسی خیابانی و ۵ نفر دیگر) در امارات، برای آزادسازی آنان به دبی سفر کرد. مشکین‌فام به همراه چند تن دیگر هواپیمای حامل زندانیان را ربوده و به بغداد می‌برند.  پس از این عملیات موفقیت‌آمیز، ۶ زندانی به همراه ربایندگان مدتی را در زندان‌های عراق تحت شکنجه قرار می‌گیرند ولی پس از چندی آزاد می‌گردند. بنا به گفته‌های پرویز ثابتی در کتاب «در دامگه حادثه»، رسول مشکین‌فام عضوی از تیم عملیاتی حنیف‌نژاد بود و در طرح ناموفق گروگان‌گیریِ شهرام شفیق (فرزند اشرف پهلوی) نیز نقش مؤثری داشته است.

## دستگیری و اعدام

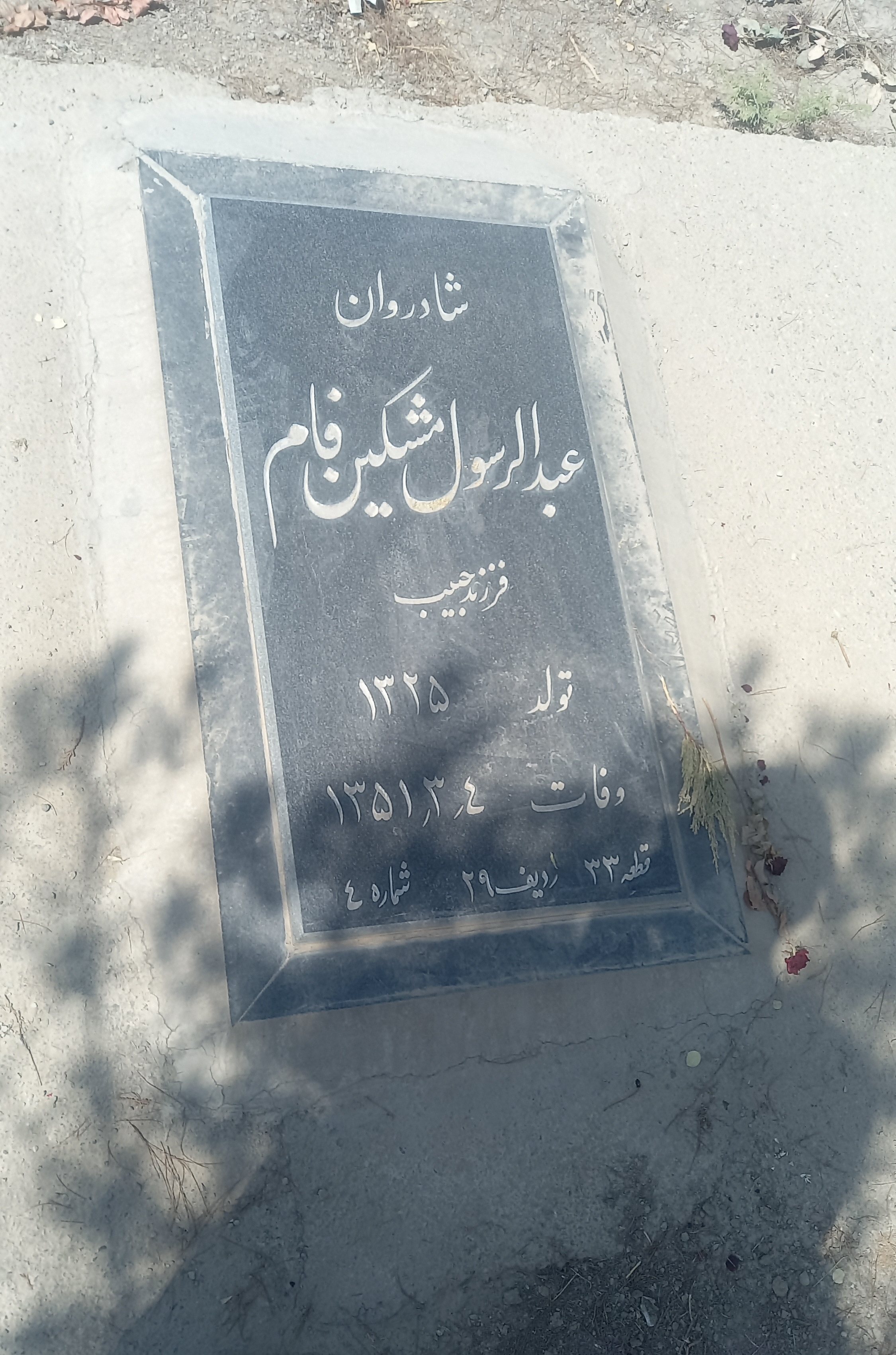
مزار رسول مشکین‌فام در بهشت زهرا

در نهایت رسول مشکین‌فام همراه با محمد حنیف نژاد و چند تن از اعضای سازمان که در سال ۱۳۵۰ در یک خانهٔ تیمی تجمع کرده بودند، دستگیر می‌شود. وی پس از تحمل شکنجه‌های گوناگون به‌دست ساواک، در ۴ خرداد ۱۳۵۱ به‌همراه بنیانگذاران سازمان، محمد حنیف‌نژاد، سعید محسن، علی‌اصغر بدیع‌زادگان و محمود عسگری زاده، از اعضای مرکزیت سازمان تیرباران شد. پیکر وی در کنار بنیانگذاران سازمان مجاهدین خلق در قطعه ۳۳ بهشت زهرا به خاک سپرده شد.

### وصیت‌نامه
رسول در روز ۴ خرداد ۱۳۵۱ در وصیت‌نامه خود نوشته است: «... اکنون که لحظات آخر عمر خود را می‌گذرانم در کمال شور و اشتیاق و جذبه برای پذیرفتن شهادت در راه خدا و مردم هستم. من راه انبیاء و پیغمبر اکرم و حضرت علی و امام حسین و راه سایر انقلابیون را ادامه می‌دهم و تمام وجودم را در این راه گذاشته‌ام... »

### یادبودها
پس از انقلاب ۱۳۵۷ یکی از خیابان‌های شیراز بنام خیابان مشکین‌فام نام‌گذاری شده است.